# 1. division 2012
La 1. division 2012 è  il campionato di football americano di secondo livello, organizzato dalla DAFF.

## Squadre partecipanti
| Club                | Città         | Stadio | Sponsor ufficiale | Risultato nella stagione 2011 |
| ------------------- | ------------- | ------ | ----------------- | ----------------------------- |
| Avedøre Monarchs    | Hvidovre      |        |                   |                               |
| Frederikssund Oaks  | Frederikssund |        |                   |                               |
| Herning Hawks       | Herning       |        |                   |                               |
| Holbæk Red Devils   | Holbæk        |        |                   |                               |
| Horsens Stallions   | Horsens       |        |                   |                               |
| Kronborg Knights    | Helsingør     |        |                   |                               |
| Middelfart Stingers | Middelfart    |        |                   |                               |
| Randers Thunder     | Randers       |        |                   |                               |
| Roskilde Kings      | Roskilde      |        |                   |                               |
| Svendborg Admirals  | Svendborg     |        |                   |                               |
| USG Cougars         | Copenaghen    |        |                   |                               |

## Stagione regolare

### Calendario

#### 1ª giornata
| Horsens 14 aprile 2012, ore 15:00 | Horsens Stallions | 0 – 14 referto | Middelfart Stingers | Dagnæs Stadion |

| Roskilde 14 aprile 2012, ore 15:00 | Roskilde Kings | 22 – 12 referto | Holbæk Red Devils | Roskilde Idrætscenter |

| Randers 15 aprile 2012, ore 15:00 | Randers Thunder | 0 – 50 (a tavolino) referto | Herning Hawks | Thunder Field |

| Helsingør 15 aprile 2012, ore 15:00 | Kronborg Knights | 28 – 10 referto | USG Cougars | Knights Stadion |

#### 2ª giornata
| Copenaghen 21 aprile 2012, ore 15:00 | USG Cougars | 10 – 26 referto | Roskilde Kings | Valby Idrætspark |

| Hvidovre 21 aprile 2012, ore 15:00 | Avedøre Monarchs | 0 – 21 referto | Holbæk Red Devils | Hvidovre Gymnasium |

#### 3ª giornata
| Randers 28 aprile 2012, ore 11:00 | Randers Thunder | 0 – 50 (a tavolino) referto | Svendborg Admirals | Thunder Field |

| Copenaghen 29 aprile 2012, ore 14:00 | USG Cougars | 14 – 30 referto | Frederikssund Oaks | Valby Idrætspark |

| Herning 29 aprile 2012, ore 15:00 | Herning Hawks | 0 – 34 referto | Middelfart Stingers | Herning Atletikstadion |

#### 4ª giornata
| Svendborg 4 maggio 2012, ore 15:00 | Svendborg Admirals | 19 – 14 referto | Herning Hawks | Admirals Field |

| Hvidovre 5 maggio 2012, ore 15:00 | Avedøre Monarchs | 6 – 18 referto | Horsens Stallions | Hvidovre Gymnasium |

| Holbæk 6 maggio 2012, ore 15:00 | Holbæk Red Devils | 0 – 13 referto | Kronborg Knights | Arena Holbæk |

| Frederikssund 6 maggio 2012, ore 15:00 | Frederikssund Oaks | 6 – 20 referto | Roskilde Kings | Frederikssund Idrætsby |

#### 5ª giornata
| Holbæk 12 maggio 2012, ore 15:00 | Holbæk Red Devils | 41 – 6 referto | USG Cougars | Arena Holbæk |

| Helsingør 12 maggio 2012, ore 15:00 | Kronborg Knights | 45 – 6 referto | Herning Hawks | Knights Stadion |

| Hvidovre 13 maggio 2012, ore 15:00 | Avedøre Monarchs | 0 – 19 referto | Roskilde Kings | Hvidovre Gymnasium |

| Middelfart 13 maggio 2012, ore 14:00 | Middelfart Stingers | 50 – 0 (a tavolino) referto | Randers Thunder | Hyllehøjskolen |

#### 6ª giornata
| Copenaghen 19 maggio 2012, ore 14:00 | USG Cougars | 0 – 12 referto | Avedøre Monarchs | Valby Idrætspark |

| Horsens 19 maggio 2012, ore 15:00 | Horsens Stallions | 50 – 0 (a tavolino) referto | Randers Thunder | Dagnæs Stadion |

| Frederikssund 20 maggio 2012, ore 15:00 | Frederikssund Oaks | 7 – 34 referto | Holbæk Red Devils | Frederikssund Idrætsby |

#### 7ª giornata
| Horsens 26 maggio 2012, ore 15:00 | Horsens Stallions | 41 – 21 referto | Herning Hawks | Dagnæs Stadion |

| Roskilde 27 maggio 2012, ore 15:00 | Roskilde Kings | 42 – 20 referto | Frederikssund Oaks | Roskilde Idrætscenter |

| Svendborg 28 maggio 2012, ore 15:00 | Svendborg Admirals | 27 – 26 referto | Middelfart Stingers | Admirals Field |

#### 8ª giornata
| Horsens 2 giugno 2012, ore 15:00 | Horsens Stallions | 18 – 6 referto | Svendborg Admirals | Dagnæs Stadion |

| Roskilde 2 giugno 2012, ore 15:00 | Roskilde Kings | 24 – 0 referto | Avedøre Monarchs | Roskilde Idrætscenter |

| Randers 3 giugno 2012, ore 15:00 | Randers Thunder | 0 – 50 (a tavolino) referto | Middelfart Stingers | Thunder Field |

| Frederikssund 3 giugno 2012, ore 15:00 | Frederikssund Oaks | 0 – 40 referto | Kronborg Knights | Frederikssund Idrætsby |

#### 9ª giornata
| Copenaghen 9 giugno 2012, ore 14:00 | USG Cougars | 0 – 48 referto | Kronborg Knights | Valby Idrætspark |

| Holbæk 10 giugno 2012, ore 15:00 | Holbæk Red Devils | 53 – 35 referto | Roskilde Kings | Arena Holbæk |

#### 10ª giornata
| Herning 16 giugno 2012, ore 15:00 | Herning Hawks | 20 – 16 referto | Svendborg Admirals | Herning Atletikstadion |

| Middelfart 17 giugno 2012, ore 15:00 | Middelfart Stingers | 7 – 13 referto | Horsens Stallions | Hyllehøjskolen |

#### 11ª giornata
| Horsens 23 giugno 2012, ore 15:00 | Horsens Stallions | 53 – 0 referto | USG Cougars | Dagnæs Stadion |

| Randers 23 giugno 2012, ore 15:00 | Randers Thunder | 0 – 50 (a tavolino) referto | Holbæk Red Devils | Thunder Field |

| Helsingør 24 giugno 2012, ore 15:00 | Kronborg Knights | 43 – 0 referto | Avedøre Monarchs | Knights Stadion |

| Middelfart 24 giugno 2012, ore 15:00 | Middelfart Stingers | 29 – 0 referto | Svendborg Admirals | Hyllehøjskolen |

#### 12ª giornata
| Frederikssund 11 agosto 2012, ore 15:00 | Frederikssund Oaks | 20 – 6 referto | USG Cougars | Frederikssund Idrætsby |

| Middelfart 11 agosto 2012, ore 15:00 | Middelfart Stingers | 6 – 29 referto | Kronborg Knights | Hyllehøjskolen |

| Svendborg 12 agosto 2012, ore 15:00 | Svendborg Admirals | 0 – 12 referto | Horsens Stallions | Admirals Field |

#### 13ª giornata
| Copenaghen 18 agosto 2012, ore 14:00 | USG Cougars | 6 – 58 referto | Roskilde Kings | Valby Idrætspark |

| Herning 19 agosto 2012, ore 15:00 | Herning Hawks | 50 – 0 (a tavolino) referto | Randers Thunder | Herning Atletikstadion |

| Holbæk 19 agosto 2012, ore 15:00 | Holbæk Red Devils | 23 – 6 referto | Middelfart Stingers | Arena Holbæk |

#### 14ª giornata
| Randers 25 agosto 2012, ore 15:00 | Randers Thunder | 0 – 50 (a tavolino) referto | Horsens Stallions | Thunder Field |

| Holbæk 25 agosto 2012, ore 15:00 | Holbæk Red Devils | 41 – 0 referto | Avedøre Monarchs | Arena Holbæk |

| Helsingør 26 agosto 2012, ore 15:00 | Kronborg Knights | 21 – 0 referto | Frederikssund Oaks | Knights Stadion |

#### 15ª giornata
| Roskilde 1º settembre 2012, ore 15:00 | Roskilde Kings | 57 – 7 referto | Svendborg Admirals | Roskilde Idrætscenter |

| Helsingør 1º settembre 2012, ore 15:00 | Kronborg Knights | 27 – 15 referto | Holbæk Red Devils | Knights Stadion |

| Hvidovre 2 settembre 2012, ore 15:00 | Avedøre Monarchs | 14 – 20 referto | Frederikssund Oaks | Hvidovre Gymnasium |

| Middelfart 2 settembre 2012, ore 15:00 | Middelfart Stingers | 41 – 7 referto | Herning Hawks | Hyllehøjskolen |

#### 16ª giornata
| Herning 8 settembre 2012, ore 11:00 | Herning Hawks | 6 – 26 referto | Horsens Stallions | Herning Atletikstadion |

| Roskilde 8 settembre 2012, ore 15:00 | Roskilde Kings | 50 – 0 (a tavolino) referto | Kronborg Knights | Roskilde Idrætscenter |

| Svendborg 9 settembre 2012, ore 15:00 | Svendborg Admirals | 50 – 0 (a tavolino) referto | Randers Thunder | Admirals Field |

| Hvidovre 9 settembre 2012, ore 15:00 | Avedøre Monarchs | 6 – 0 referto | USG Cougars | Hvidovre Gymnasium |

#### Data incerta
| Frederikssund 2012 | Frederikssund Oaks | 50 – 0 (a tavolino) referto | Randers Thunder | Frederikssund Idrætsby |

### Classifica
La classifica della regular season è la seguente:
- PCT = percentuale di vittorie, G = partite giocate, V = partite vinte,  P = partite perse, PF = punti fatti, PS = punti subiti

#### Girone 1
| Pos. | Squadra            | PCT  | G  | V | N | P  | PF  | PS  |
| ---- | ------------------ | ---- | -- | - | - | -- | --- | --- |
| 1    | Roskilde Kings     | .900 | 10 | 9 | 0 | 1  | 353 | 114 |
| 2    | Kronborg Knights   | .900 | 10 | 9 | 0 | 1  | 294 | 87  |
| 3    | Holbæk Red Devils  | .700 | 10 | 7 | 0 | 3  | 290 | 116 |
| 4    | Frederikssund Oaks | .400 | 10 | 4 | 0 | 6  | 166 | 206 |
| 5    | Avedøre Monarchs   | .200 | 10 | 2 | 0 | 8  | 52  | 218 |
| 6    | USG Cougars        | .000 | 10 | 0 | 0 | 10 | 52  | 322 |

#### Girone 2
| Pos. | Squadra             | PCT  | G  | V | N | P  | PF  | PS  |
| ---- | ------------------- | ---- | -- | - | - | -- | --- | --- |
| 1    | Horsens Stallions   | .900 | 10 | 9 | 0 | 1  | 281 | 60  |
| 2    | Middelfart Stingers | .600 | 10 | 6 | 0 | 4  | 263 | 99  |
| 3    | Svendborg Admirals  | .500 | 10 | 5 | 0 | 5  | 190 | 189 |
| 4    | Herning Hawks       | .400 | 10 | 4 | 0 | 6  | 206 | 236 |
| 5    | Randers Thunder     | .000 | 10 | 0 | 0 | 10 | 0   | 500 |

## Playoff

### Semifinali
| Horsens 16 settembre 2012, ore 15:00 | Horsens Stallions | 50 – 0 (a tavolino) referto | Holbæk Red Devils | Dagnæs Stadion |

| Roskilde 16 settembre 2012, ore 15:00 | Roskilde Kings | 0 – 50 (a tavolino) referto | Middelfart Stingers | Roskilde Idrætscenter |

### Spareggio promozione
| Odense 29 settembre 2012, ore 15:00 | Odense Swans | 22 – 13 referto | Middelfart Stingers | Hjalleseskolen |

## Verdetti
- Horsens Stallions promossi